# 安平乡
安平乡，是中华人民共和国辽宁省辽阳市弓长岭区下辖的一个乡镇级行政单位。

## 行政区划
安平乡下辖以下地区：
松泉寺村、沙土坎村、贾斌村、姑嫂城村、尤吉沟村、安平村、三星村、何家村、翁家村、耿家屯村、南雪梅村、小漩村和高崖村。